# Surat Thani
Surat Thani er en by i det sydlige Thailand med et indbyggertal på 130.703 (2017). Byen er hovedstad i en provins af samme navn og ligger på kysten til Thailandbugten.